# District de Garagum
Le district de Garagum est un district du Turkménistan situé dans la province de Mary. 
Le centre administratif du district est la ville de Karakum (en).